# Stiftung Schwyzer Festungswerke

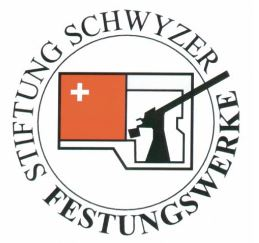
Logo Schwyzer Festungswerke

Die Stiftung Schwyzer Festungswerke ist eine Stiftung mit dem Zweck, das militärhistorische Erbe der Schweizerischen Eidgenossenschaft im Kanton Schwyz zu sichern und zu pflegen.

## Geschichte
Die rund 600 Kampfbauten, die von 1939 bis 1945 im Kanton Schwyz erstellt wurden, waren in Sperren und Stützpunkte integriert und je nach Auftrag mit unterschiedlichen Waffentypen ausgerüstet. Die 6. und 7. Division plante bei gleicher Funktion unterschiedliche Bunkertypen, die meistens von Baumeistern aus der Gegend ausgeführt wurden.

## Ziele
Die Stiftung will die Geschichte der Festungswerke im Kanton Schwyz dokumentieren und die einzelnen Werke einer breiten Öffentlichkeit zugänglich machen.

## Tätigkeit
Es ist der Stiftung gelungen, einige namhafte Festungsanlagen in ihrem Einzugsgebiet zu erwerben. Für Kauf und Unterhalt werden das bei der Gründung bereitgestellte Stiftungskapital und ihr von Freunden und Gönnern zur Verfügung gestellte Mittel verwendet. Werke, Installationen, Waffen und Ausrüstungen werden von Freiwilligen und Fachleuten instand gestellt und gewartet.

## Organisation
Die Stiftung wurde am 9. Februar 2000 als eine zivilrechtliche Institution nach Art. 80 ff des Zivilgesetzbuches, errichtet.
Die Stiftung Schwyzer Festungswerke besteht aus
- dem Stiftungsrat,
- dem Freundeskreis mit drei Mitgliederkategorien
- den Werksgruppen Etzel, Grynau, Sattel, Sihlsee, Selgis
- der externen Revisionsstelle.

Die Stiftung legt der Zentralschweizerischen Stiftungsaufsicht Rechenschaft nach schweizerischem Stiftungsrecht ab.

## Festungswerke
Die Stiftung Schwyzer Festungswerke hat Festungsanlagen übernommen, die von ihr unterhalten und im Rahmen von Führungen gezeigt werden.
Die übernommenen Festungen stammen alle aus der Zeit des Zweiten Weltkrieges, die in den Nachkriegsjahren weiterbetrieben und mit neueren Waffentypen ausgerüstet worden sind. Diese Anlagen sollten im Dispositiv der 6. und 7. Division als Teil des Réduit national einen Stoss durch den voralpinen Teil des Kantons Schwyz in den Talkessel von Schwyz und von dort weiter in Richtung Gotthard verhindern.
Das infanteristische Festungsdispositiv bestand aus mehreren Sperrgruppen, die mit Panzer- und Infanteriehindernissen und Sprengobjekten sowie Infanteriebunkern den Verteidigungskampf der Infanterieregimenter und Füsilierbataillone verstärkten. Diese Sperrgruppen konnten Artilleriefeuer der mobilen Artillerie, teilweise aus betonierten Geschützstellungen und aus Artilleriewerken im Kanton Schwyz anfordern. Fliegerabwehrbatterien, teilweise auf im Wald eingebauten getarnten Holztürmen, schützten die Sperren gegen Luftangriffe (Raum Raten und Sattel). Die Sockel dieser Anlagen sind noch heute sichtbar.
Die Festungsanlagen bestehen aus Strassenbarrikaden, Geländepanzerhindernissen in Form von Tankgraben und Tankmauern, Panzerabwehrbunkern, Maschinengewehrbunkern, Unterständen, Artillerie-Kommandoposten-Kavernen, Artilleriebunkern und permanenten Artilleriegeschützbettungen für die Aufnahme von Feldgeschützen der Kaliber 7.5 cm und 15 cm.
Der Bestand der bereits übernommenen Anlagen setzt sich aus folgenden Werken zusammen:

### Infanteriefestung Grynau
Die Linthebene war in fast allen deutschen Operationsplanungen das Ziel mechanisierter Verbände oder Luftlandetruppen, weil sie den Zugang in das Becken von Schwyz und Richtung Gotthard ermöglichte. Die Festung Grynau war das Ziel einer regen deutschen Spionagetätigkeit. Die Linthebene spielte deshalb im Dispositiv der Armee eine bedeutende Rolle, zuerst als Teil der Limmatstellung und ab Juli 1940 als Teil der neuen Zentralraumstellung (Reduit).
Das Infanteriewerk Grynau (A6913) war Teil der aufgrund des Operationsbefehles Nr. 2 vom 4. Oktober 1939 von der Schweizer Armee besetzten Limmatstellung, die auf der Linie Sargans-Walensee-Linth-Zürichsee-Limmat-Hauenstein-Gempenplateau einen Angriff von Norden abzuwehren hatte. Der General sorgte persönlich für den Ausbau der Linthstellung mit den Brückenköpfen Grynau und Benkner Büchel und die Vorbereitung zur Überschwemmung der Linthebene, welche eine grossflächige Überflutung südlich und nördlich der Grynau vorsah.
Mit dem Bau wurde im März 1940 begonnen. Im Spätsommer 1942 wurde sie vom Ter Bat 146 bzw. der Ter Bat Füs Kp II/146 übernommen. Das Werk bildete den linken Pfeiler der vorgeschobenen Stellung am Nordrand des Reduit-Dispositivs der 7. Division. Für seinen Einsatz für die Reduitbrigade 24 wurde das Ter Bat 146 zum Füs Bat 146. Das Füs Bat 146 stellte, bis zum Wechsel des Gebietes Linthebene an das Feldarmeekorps 4 im Jahre 1978, weiterhin die Werksbesatzung.
Ende der 1960er Jahre wurde die Festung mit einer 9 cm Panzerabwehrkanone 50 sowie sechs Maschinengewehren 51 modernisiert. Sie wurde in den 1980er Jahren desarmiert.
Die Festung besteht aus sechs Maschinengewehrbunkern, einem Bunker für eine 4,7 cm Infanteriekanone und einem Artilleriebeobachtungsturm, die alle unterirdisch mit Gängen verbunden sind. Die Bunker befinden sich in der Nähe des Schlosses Grynau entlang des Wanderweges, der vom Schloss über den Buechberg nach Nuolen und Lachen führt. Hinweistafeln zeigen, wo der Weg zu den Bunkern jeweils abzweigt.

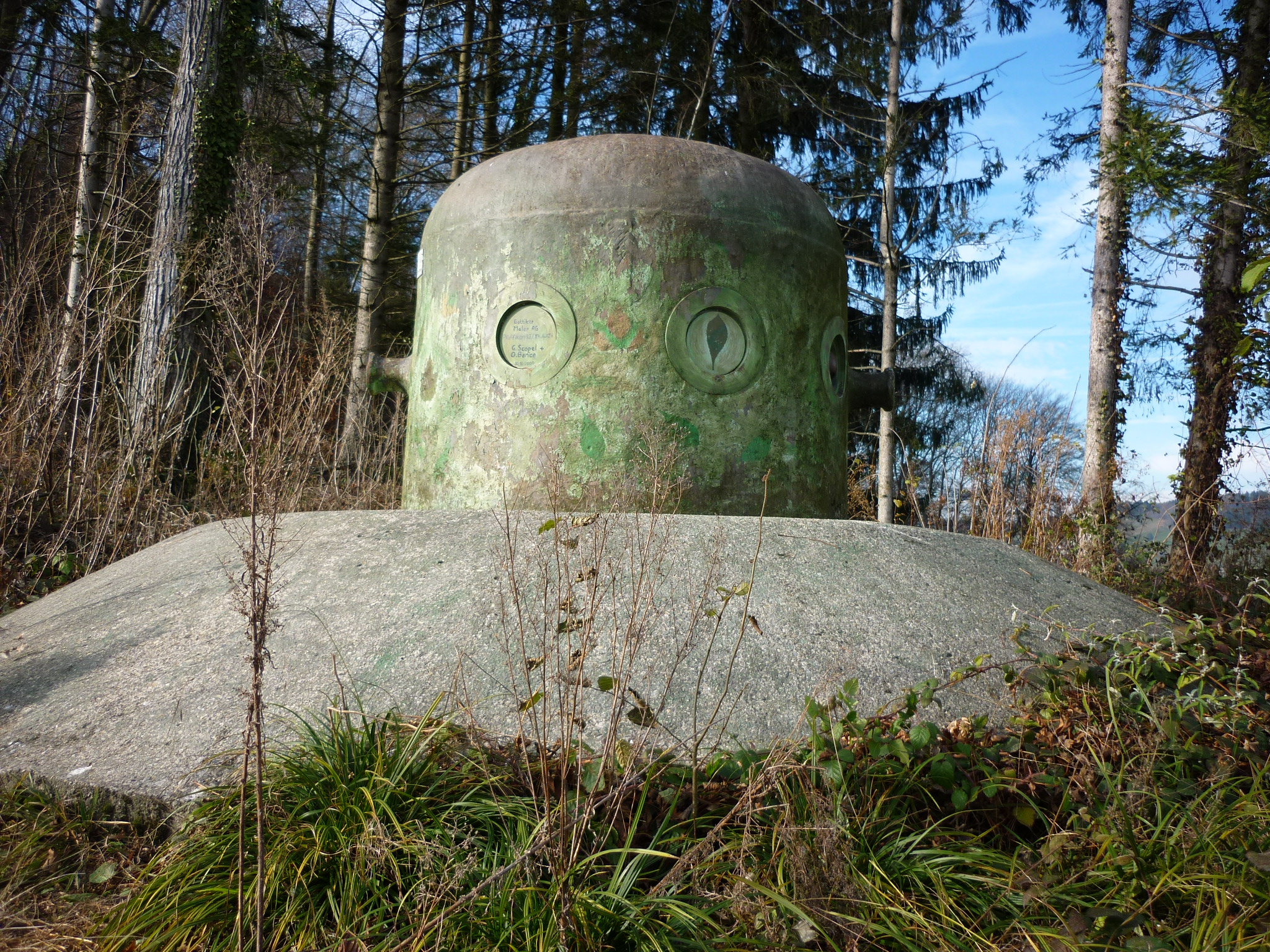
Artilleriebeobachtungs-Panzerturm A mit ursprünglich fünf Kugellaffettenscharten
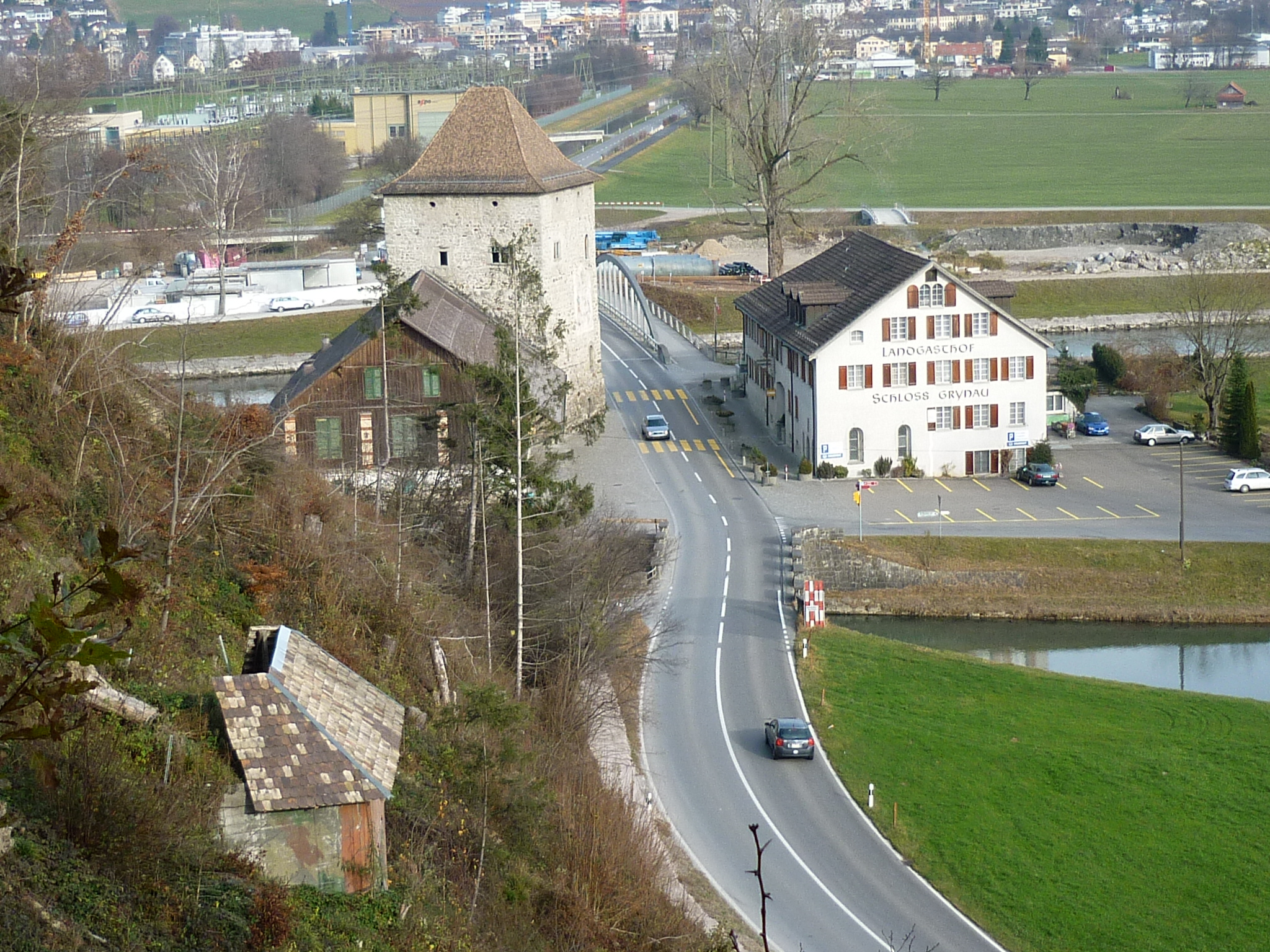
Die Festung Grynau verteidigt die Linthbrücke beim Schloss Grynau (Mg 17 links)
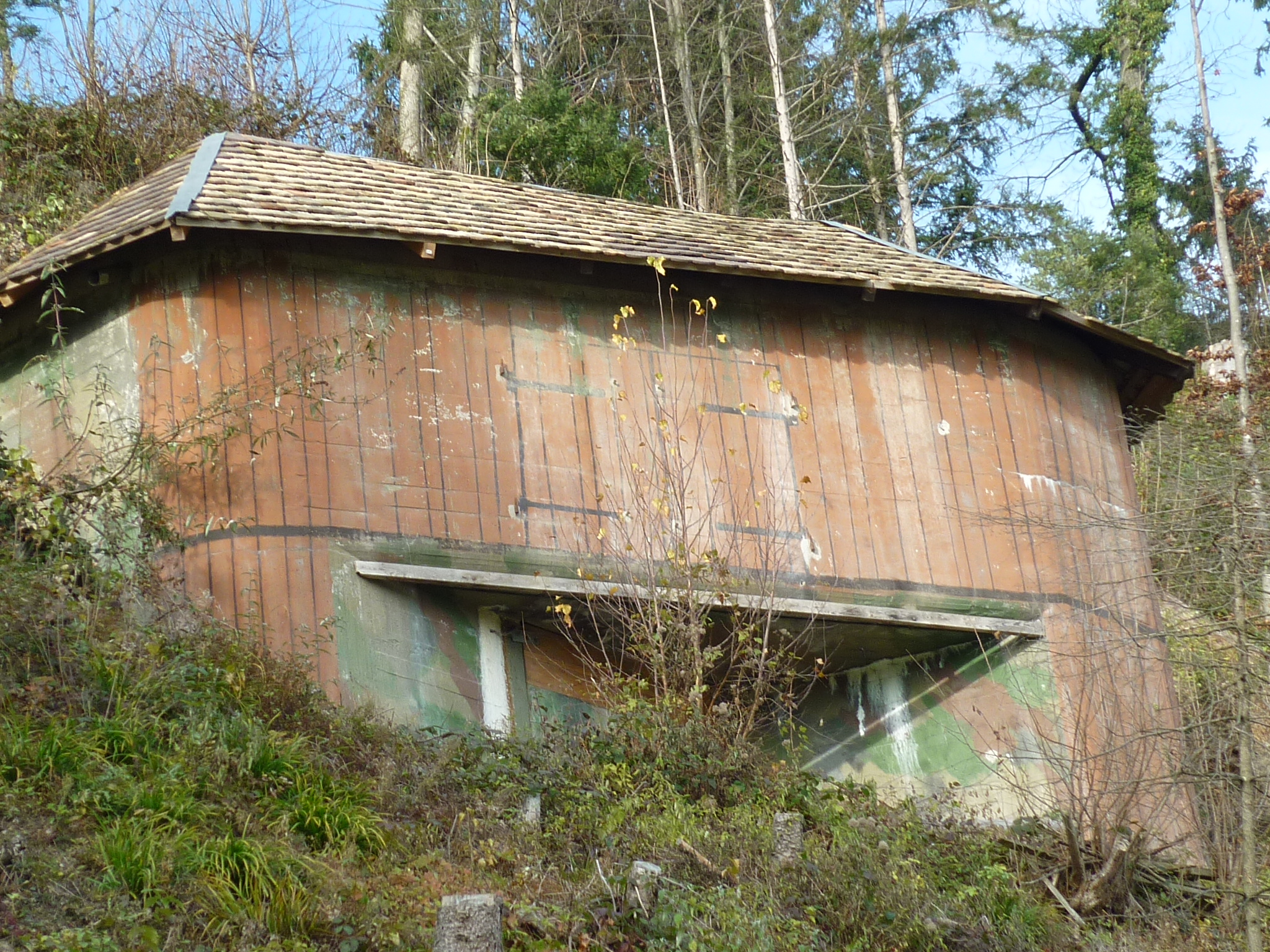
Maschinengewehrbunker Mg 17
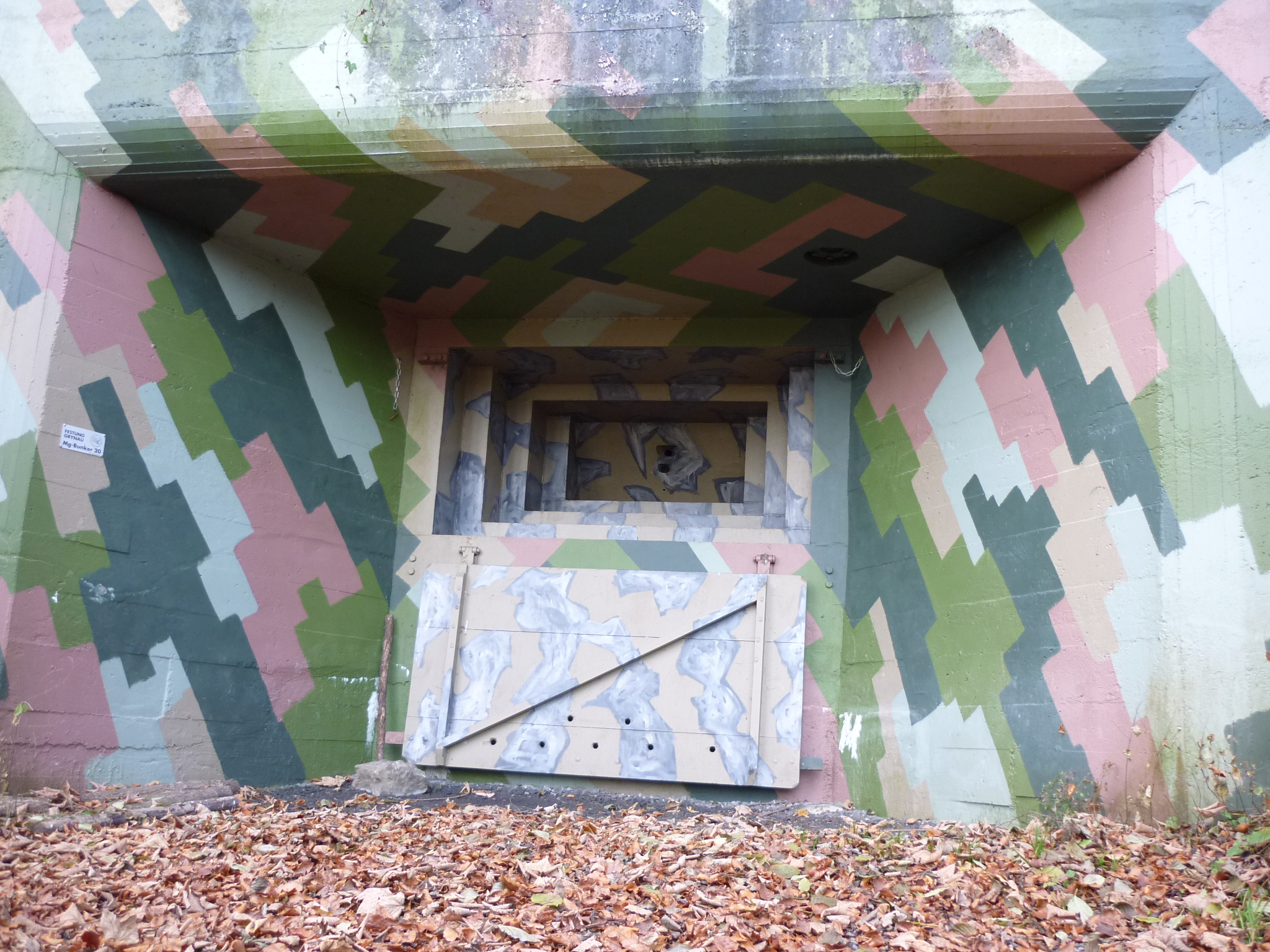
Maschinengewehrbunker Mg 20
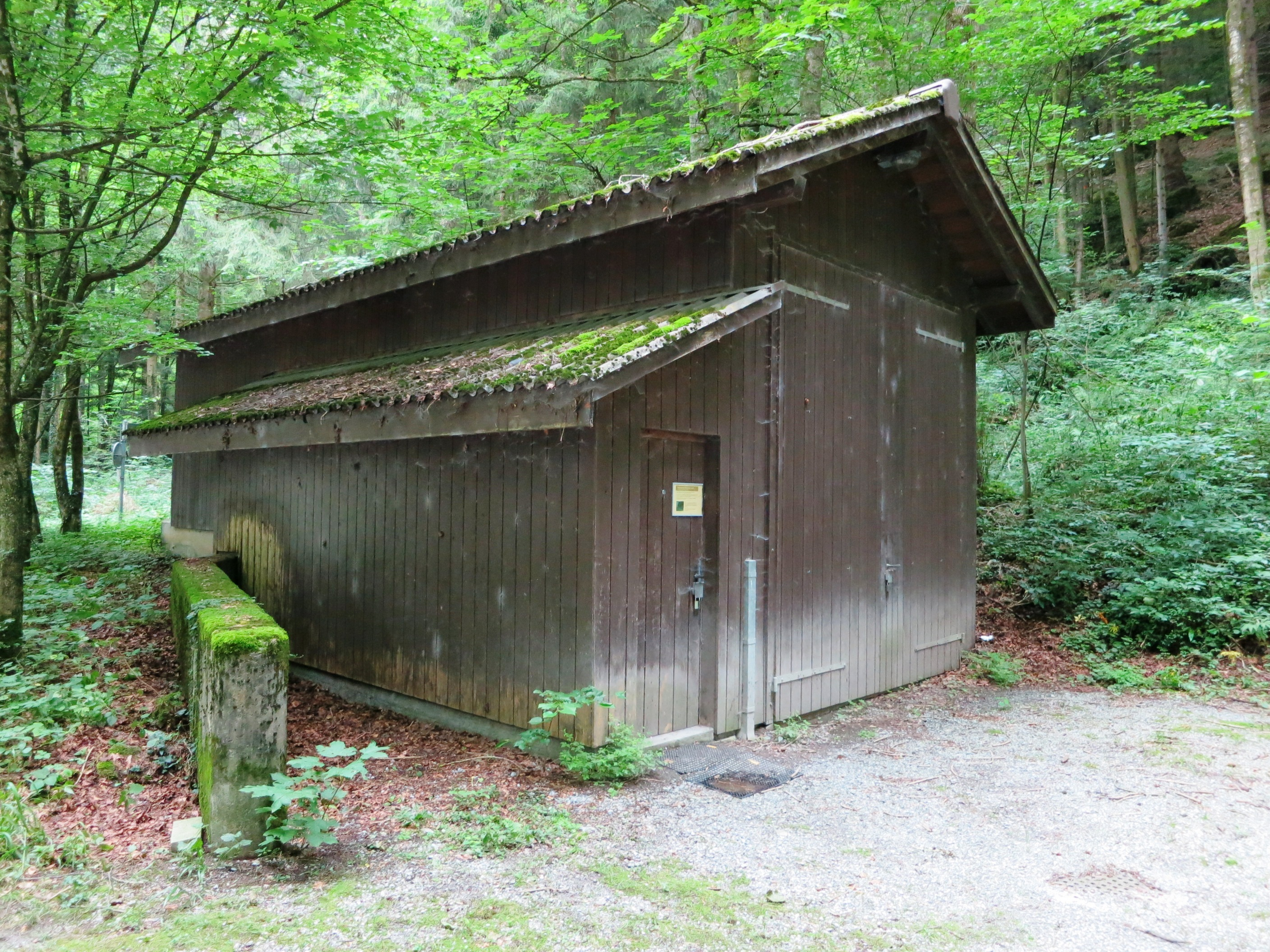
Infanteriewerk Mösliflue, Benkner Büchel

### Sperrstelle Etzel

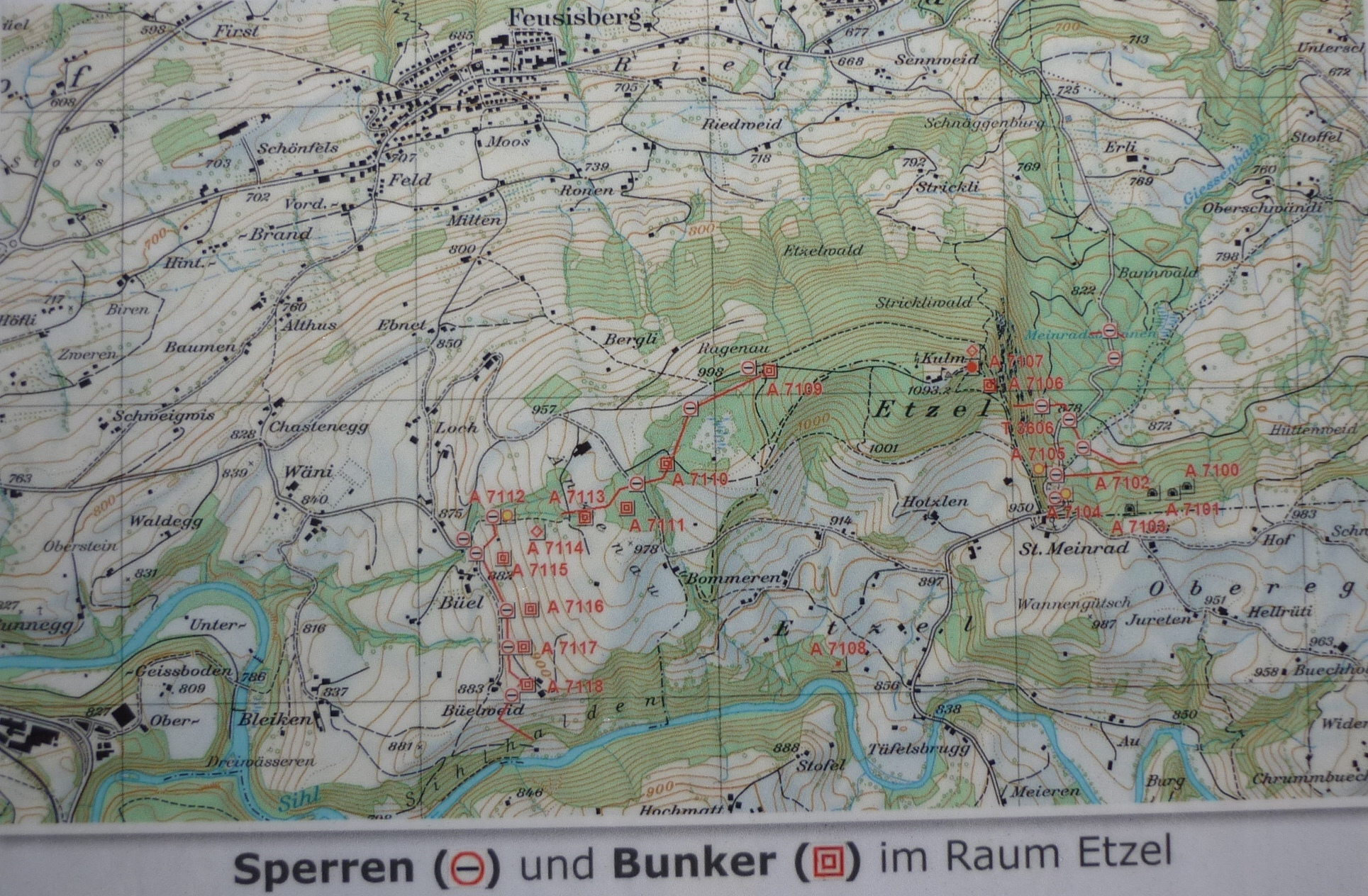
Legende zu den Bunkern im Raum Etzel: A7100-A7103: Halbzug-Unterstände für je 16 Mann, A7104/A7105: Infanteriebunker, A7106: Infanteriewerk/Kommandoposten, A7107:Artilleriebeobachterwerk (3 Bunker, 2 Kavernen), A7108: Telefonzentrale, A7115–A7118: Bunker wurden 1998 abgebrochen

Mit der Schlacht um Frankreich und dem Kriegseintritt von Italien war die Schweiz von den Achsenmächten umschlossen. Mit dem Operationsbefehl Nr. 12 vom 17. Juli 1940 zog die Armeeführung einen grossen Teil der Truppen aus dem Vorgelände zurück und setzte sie im schwer zugänglichen Alpenraum (Reduit) ein, wo die deutschen Luft- und Panzerverbände ihre Überlegenheit kaum mehr ausspielen konnten. Die Nordgrenze des Reduit zog sich entlang der Grenze des Kantons Schwyz, bildete einen Teil der Nordfront dieser Zentralstellung und deckte eine der möglichen Angriffsachsen (Sihl-Schwyz-Gotthard) ab.
Da die deutschen Angriffspläne eine rasche Besetzung der Reduiteingänge durch Luftlandetruppen vorsah, liess der General diese dauernd durch starke Verbände sichern, die mittels «stiller» Mobilmachung mittels Marschbefehlskarten aufgeboten wurden.
Der Bunker-Geschichtslehrpfad Etzel startet beim Restaurant Büel oberhalb Schindellegi und führt – als Wanderweg markiert – über 2 km an 6 Posten vorbei über den Etzel Kulm bis Etzelpass.

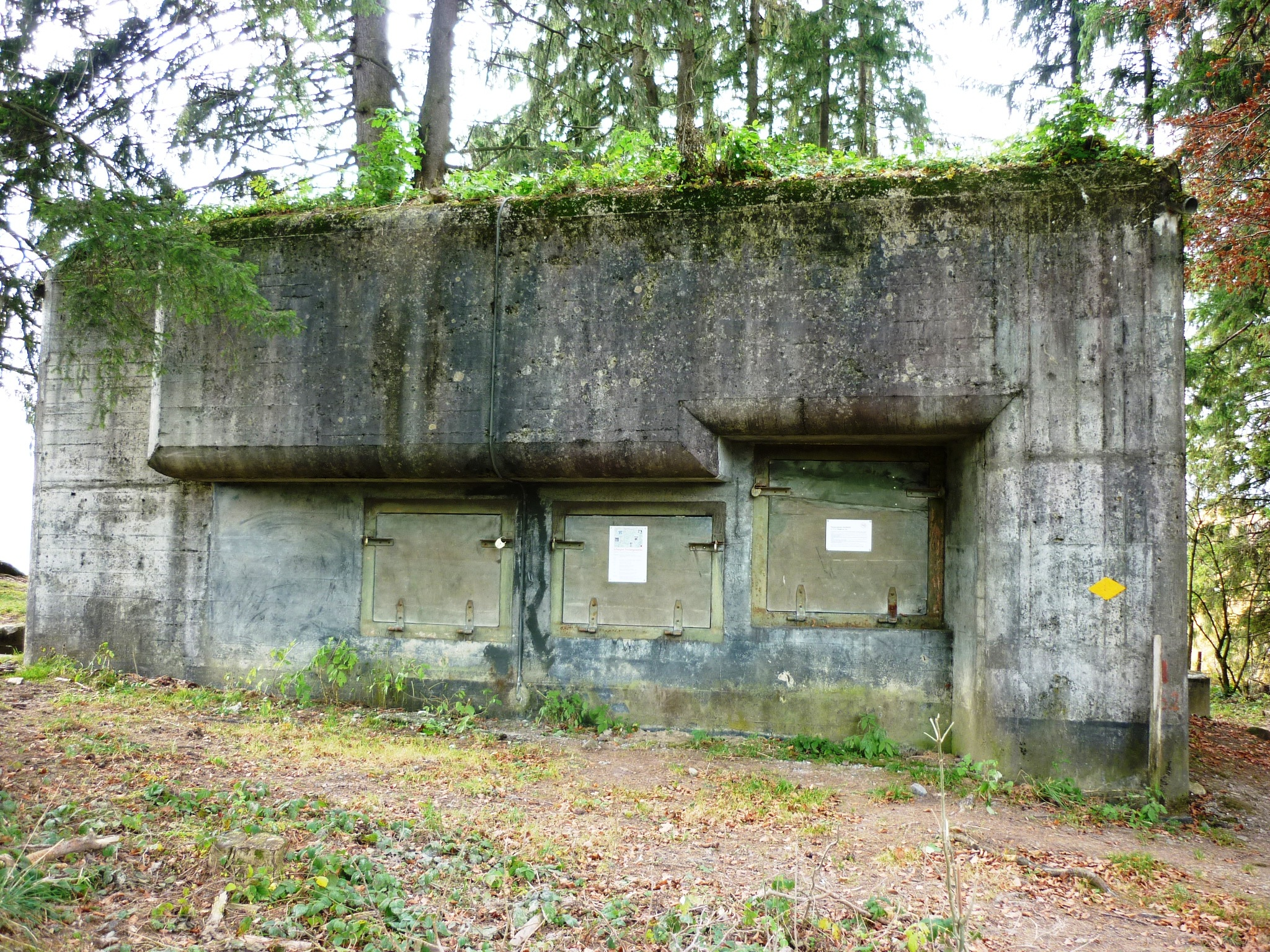
Bunker Ragenau 2a (A7113)
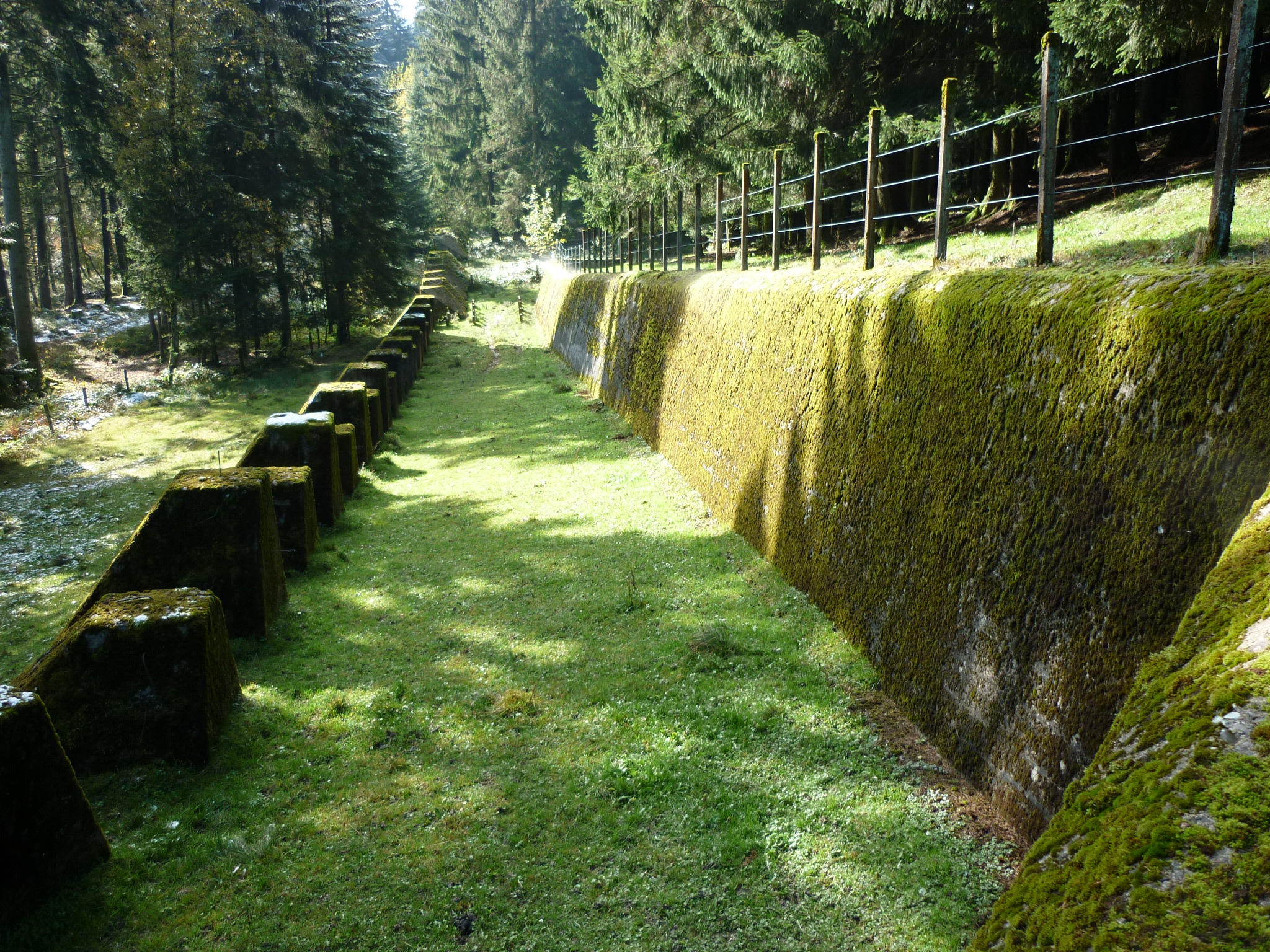
Tankgraben Enzenau
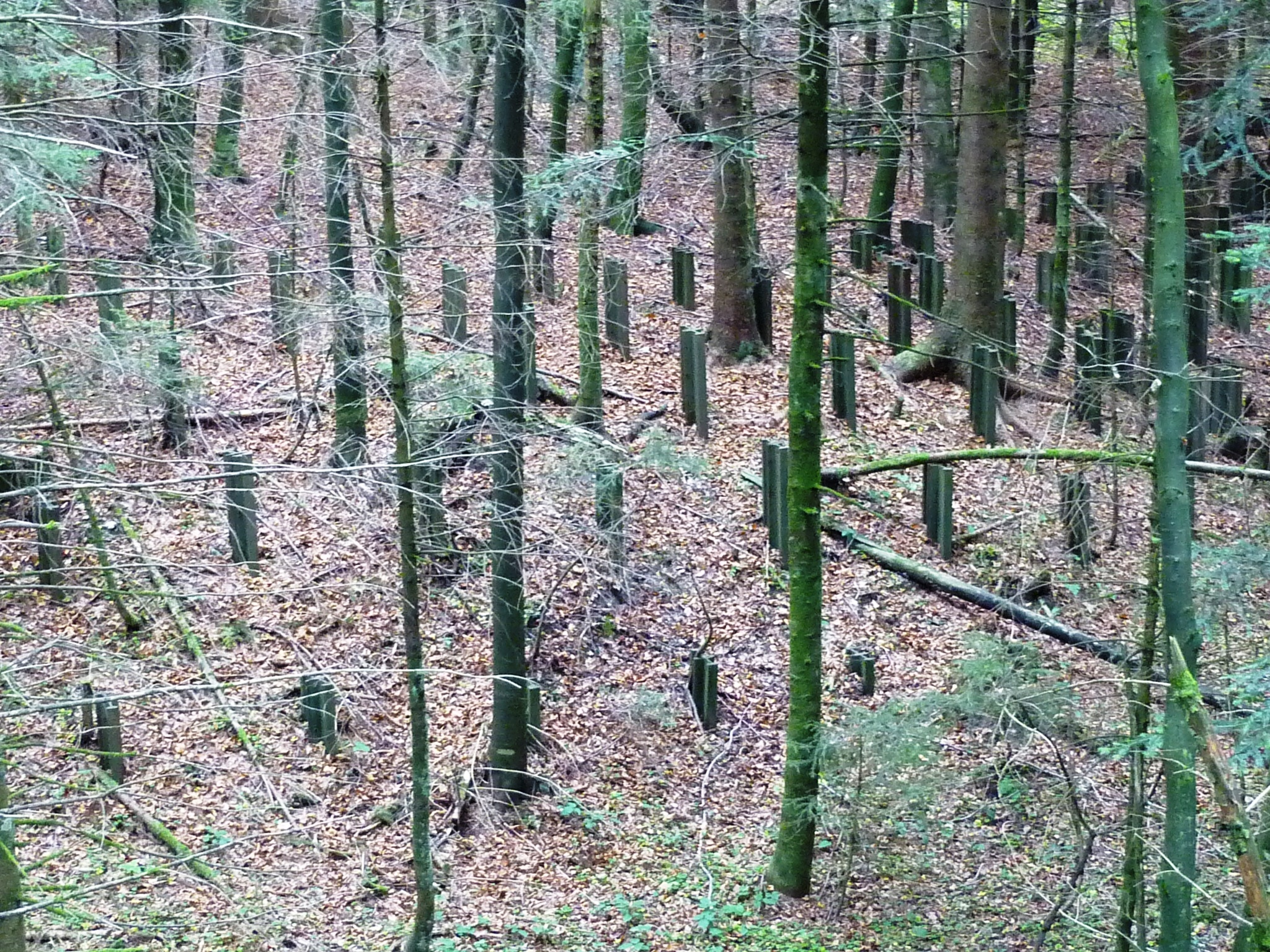
Tanksperre im Wald
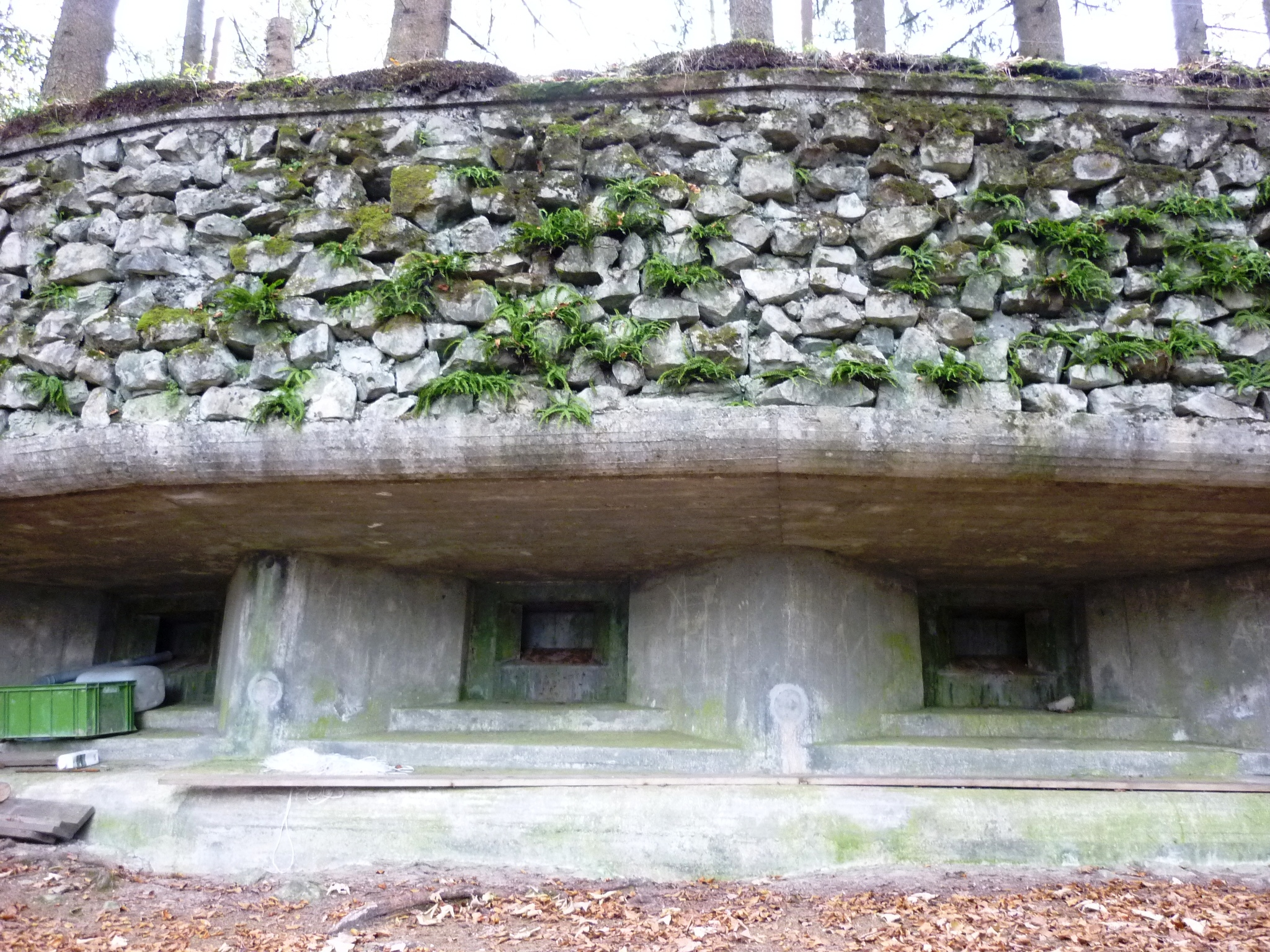
Bunker Etzel Kulm (A7107)
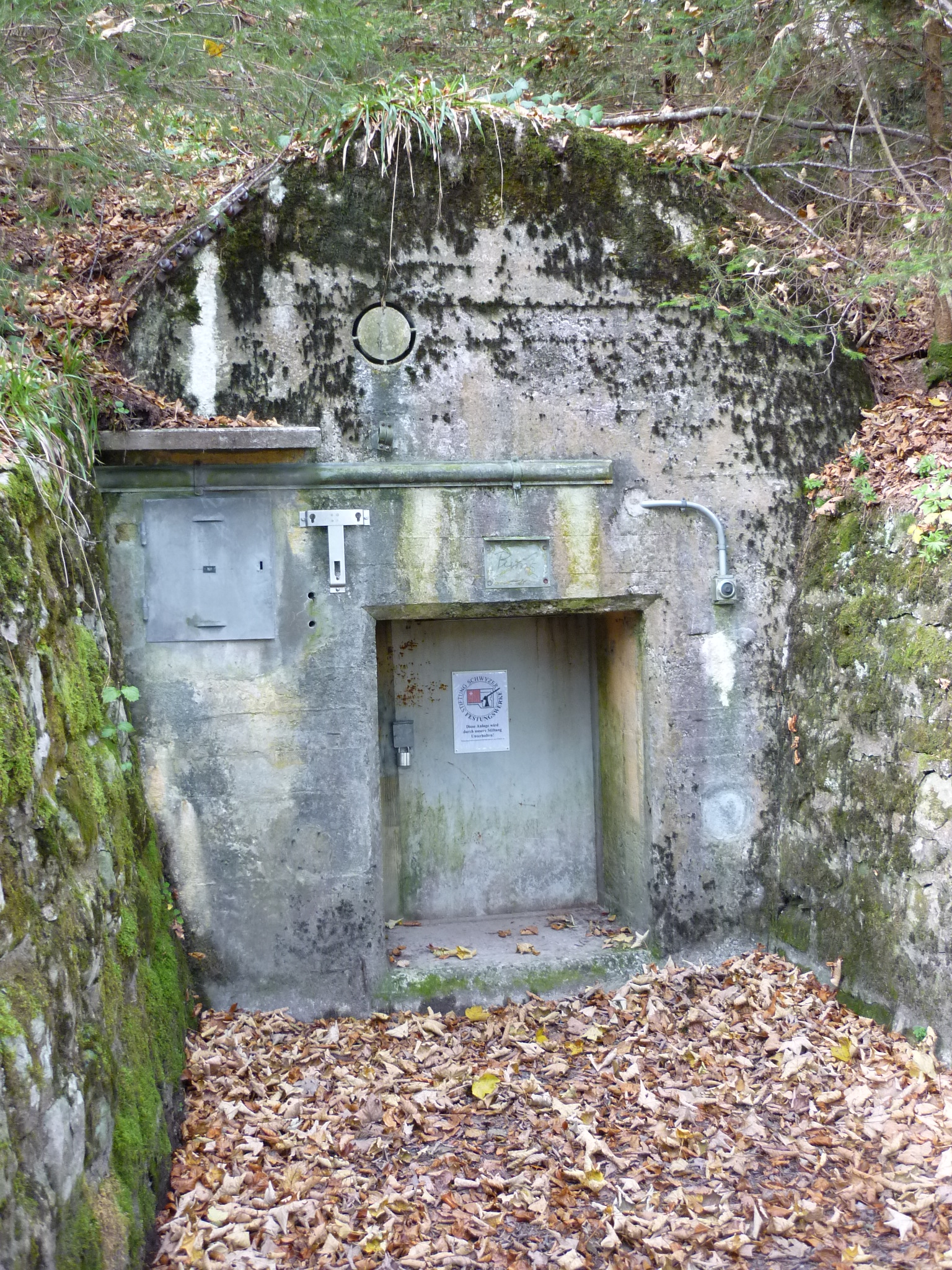
Kaverne Etzel Kulm (A7107)
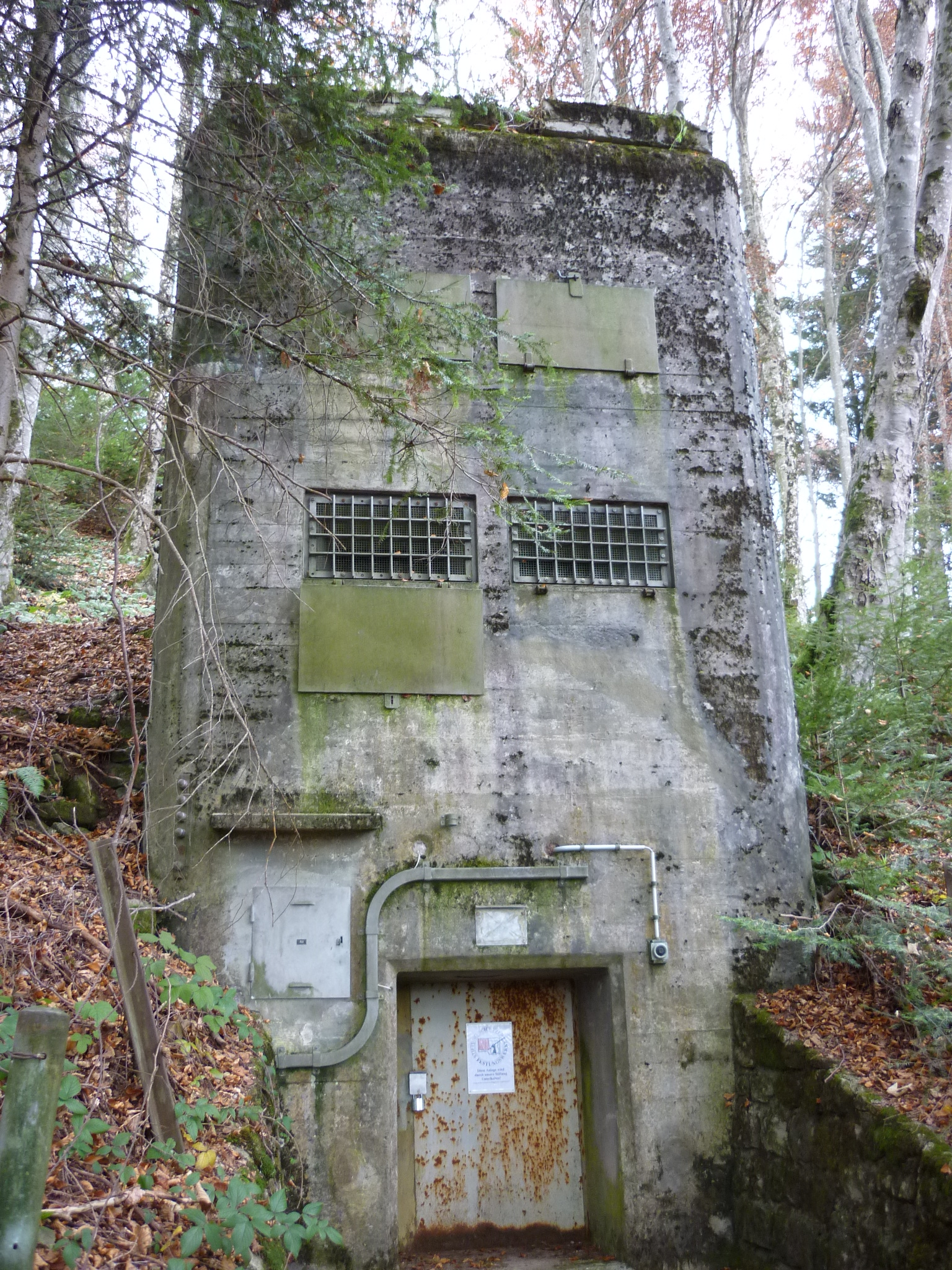
Artilleriebeobachterwerk Etzel Kulm (A7107)

### Sperrstelle Sihlsee
Die gesamte Verteidigungsstellung erhielt mit der Errichtung von weiteren Sperren im Raum Wägital, Sihlsee und Schindellegi/Biberbrugg sowie Altmatt und Oberarth die nötige Tiefe.

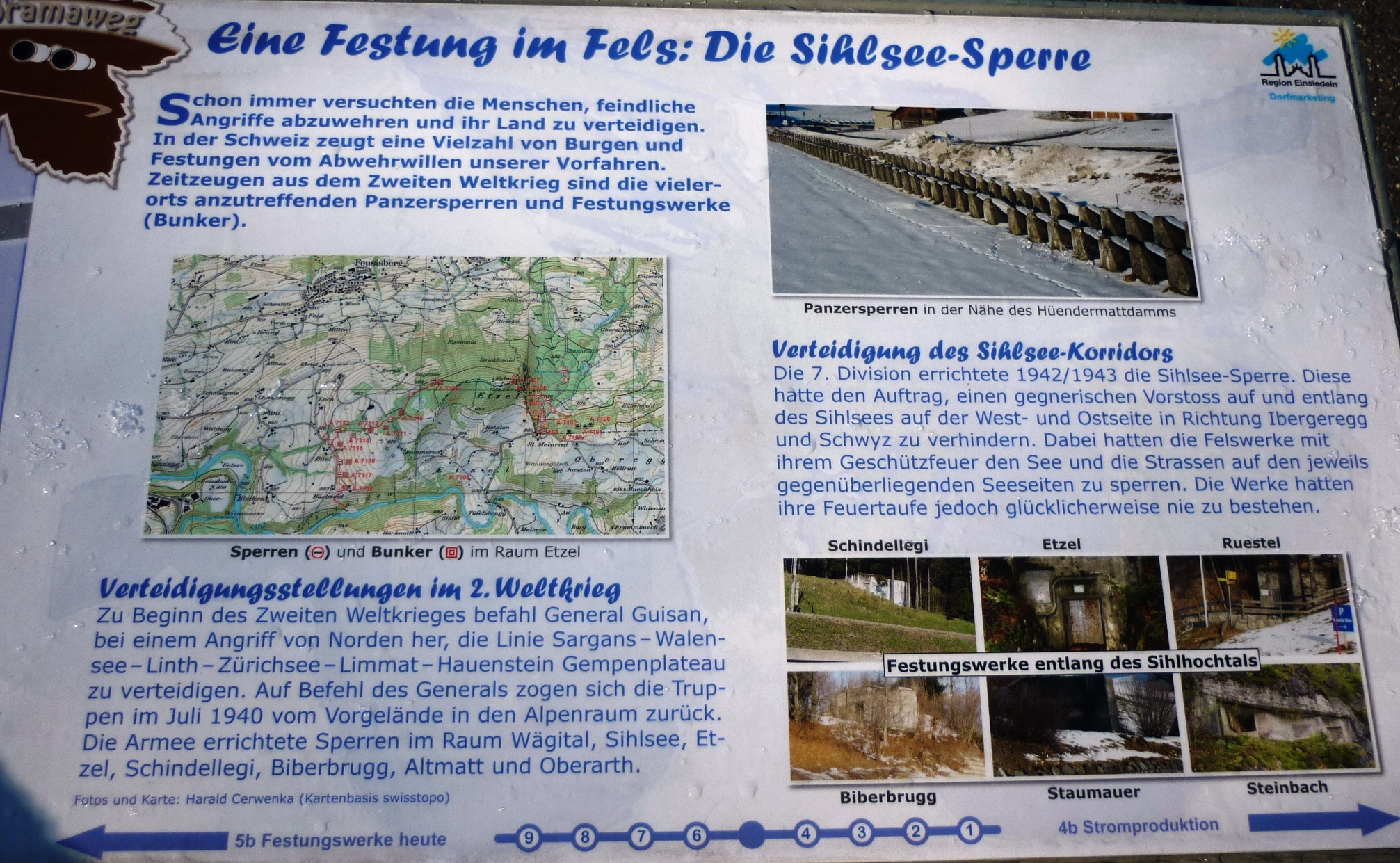
Sihlseesperre
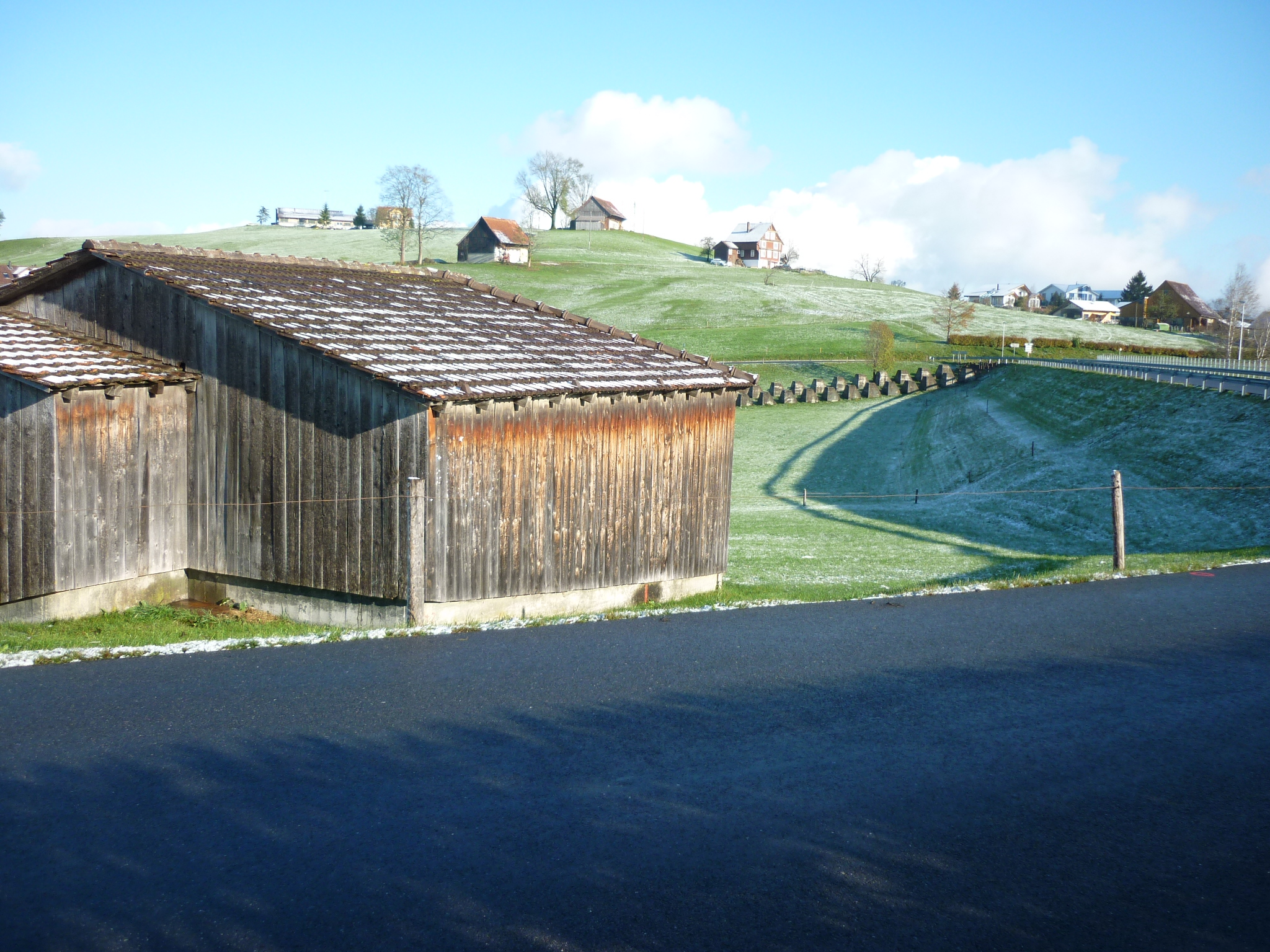
Sihlseedamm Hüendermatt mit Sperre und getarntem Bunker
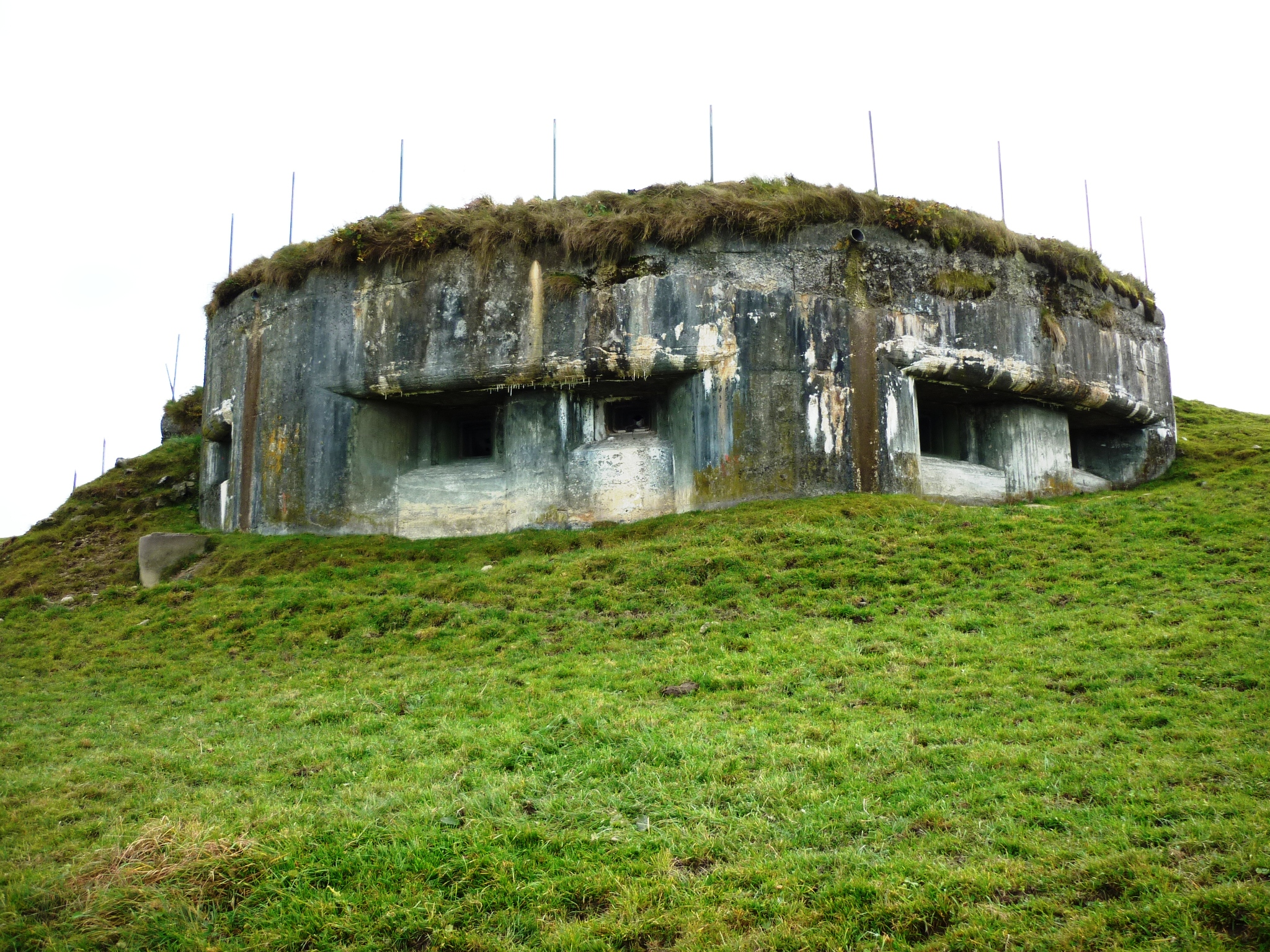
Bunker Altberg (A7137)

### Festungsartillerie Sattel
Der Kampf der Infanterie wurde mit dem Feuer der Artillerie aus dem Raum Sihlsee (7. Division) und dem Raum Rothenthurm-Sattel-Arth (6. Division) unterstützt.
Die dreistündige Wanderung Festungsweg Sattel führt über Sattel Kreisel – Sattel Dorf – Hageggli – Schornenrain – Altstafel – AW Halsegg (mit Dufour-Museum) – Chesselbann – Gwandelenflue – AW Spitz (unten A7347, oben A7348) – Peterschwändi – Riedmatt – Sattel – KP Eggeli – Kreisel Sattel, an verschiedenen Festungen aus dem Zweiten Weltkrieg vorbei. Das AW Halsegg führt einmal monatlich Führungen durch. Das AW Spitz und die Anlage Stollen Eggeli im Dorf Sattel, die 1941 als Kommandoposten KP Front und Feuerleitstelle der 6. Division für das AW Spitz und Stock als vorgeschobener KP benutzt wurde, können auf Anfrage besichtigt werden.
Von den ursprünglich vier vorhandenen Anlagen des Zweiten Weltkriegs im Raum Rigi/Sattel (AW Barbara A7330 in der Chräbelwand beim Rigibahntrasse, AW Verena A7341 in Steinerberg, AW Stock A7345 unterhalb des Engelstocks, AW Spitz A7347/7348) ist nur noch das Artillerie-Kasemattwerk Spitz am Südhang des Rossberges zugänglich und im Originalzustand vorhanden.

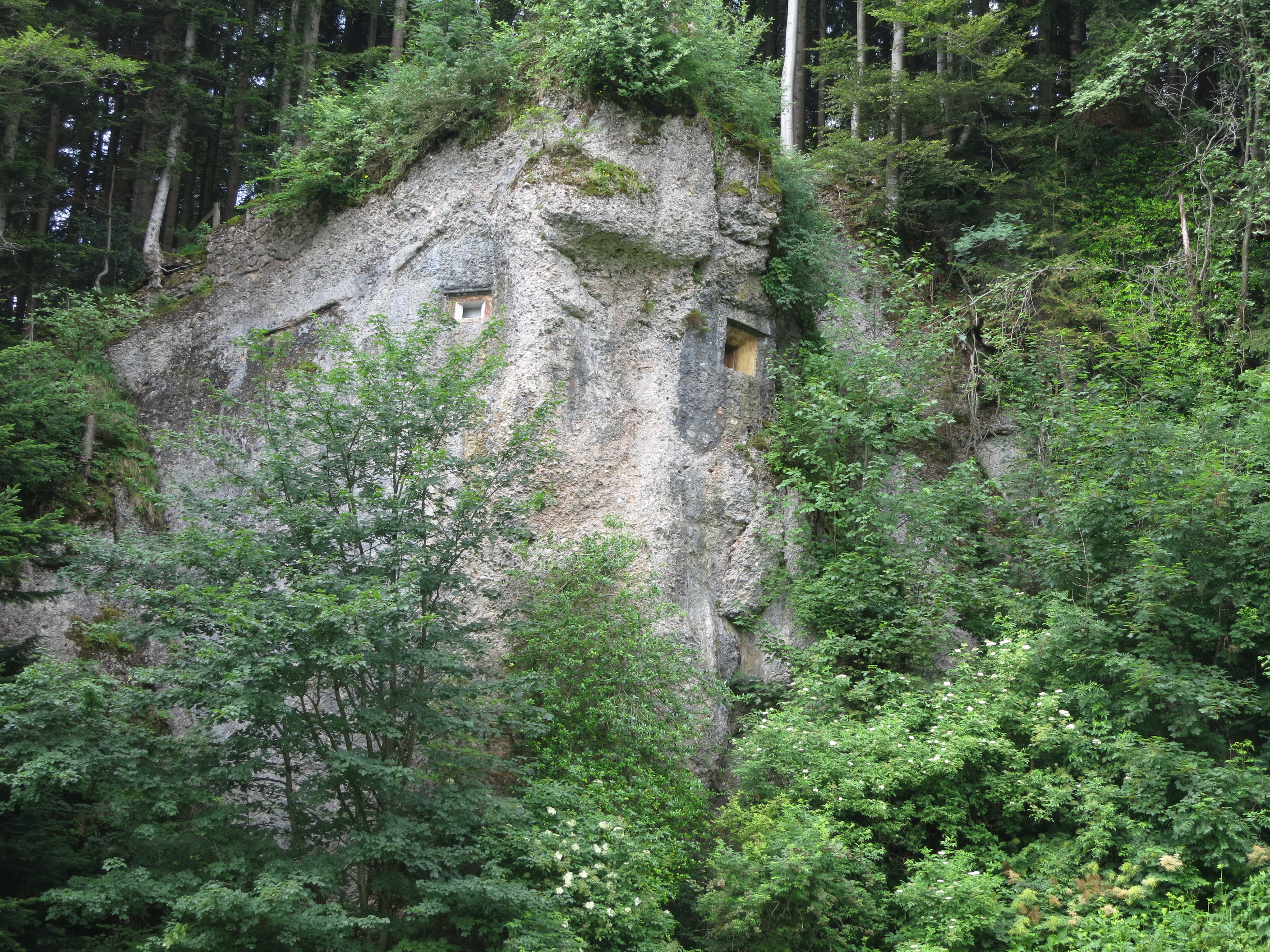
AW Spitz
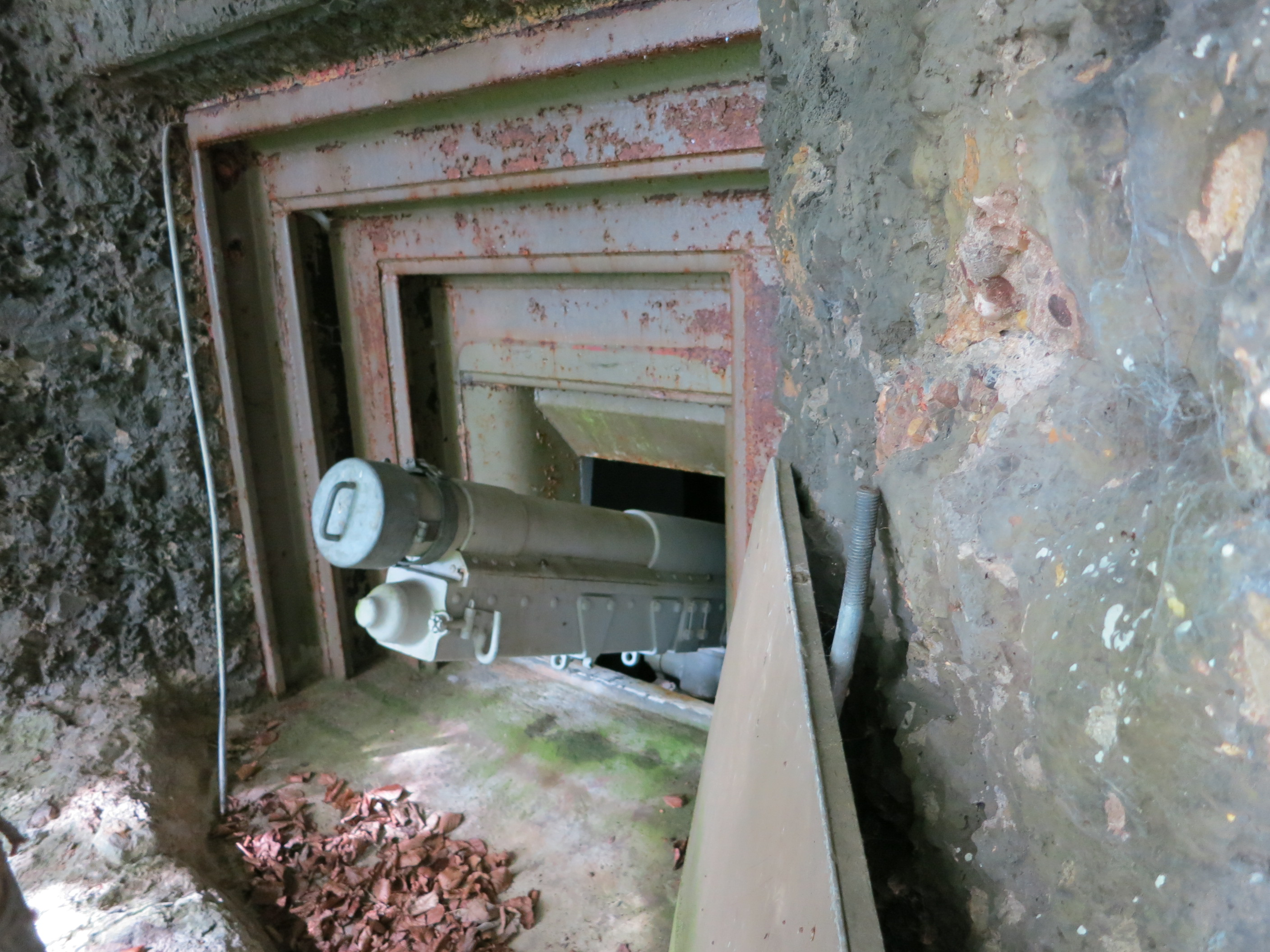
AW Spitz: 7.5 cm Feldkanone
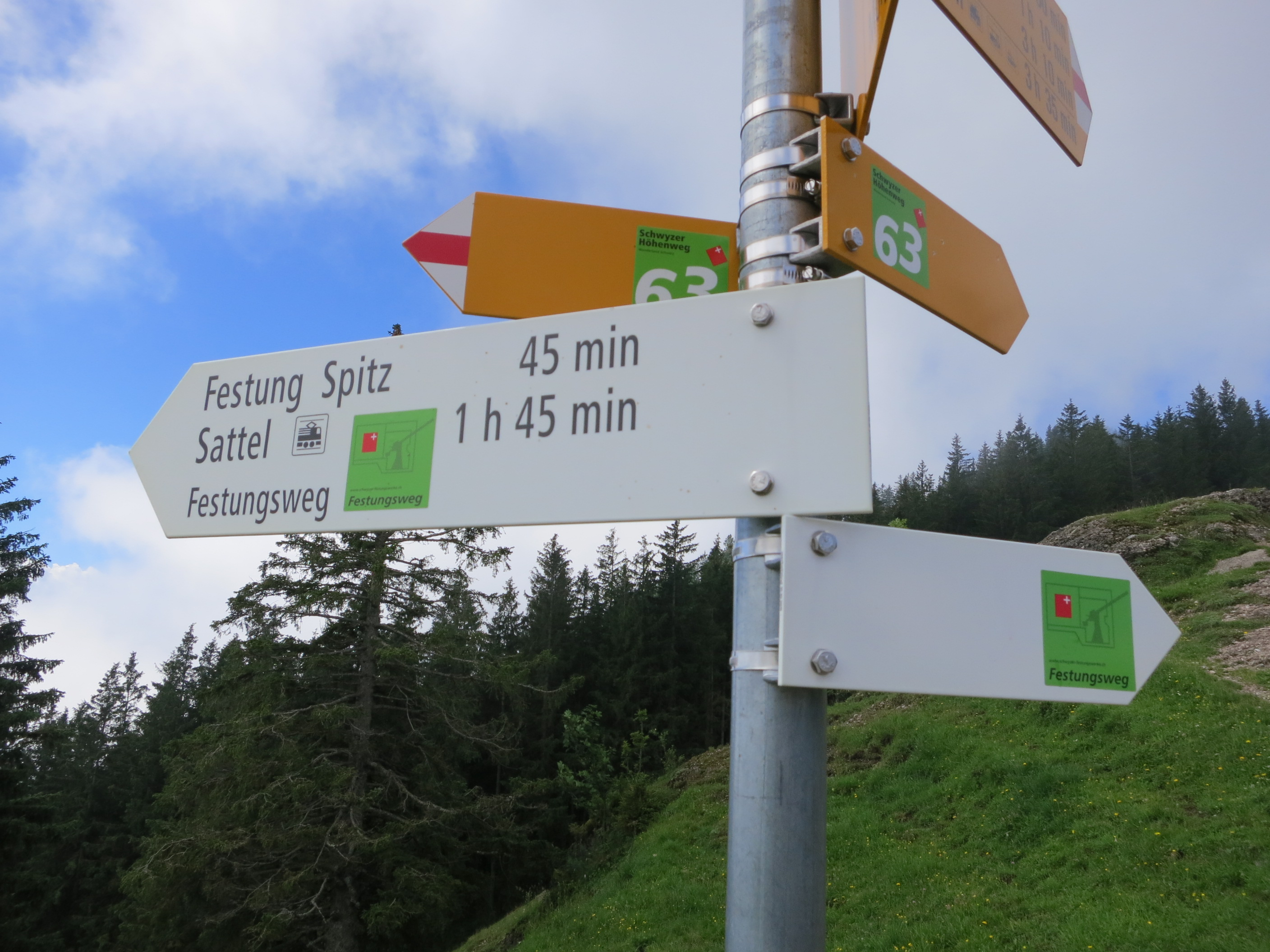
Wegweiser Festungsweg auf der Halsegg

### Kommandoposten Selgis
Der Stab des 4. Armeekorps baute 1941/1942 den unterirdischen, geschützten Kommandoposten Selgis (A7444) am Eingang des Muotathals. Die Anlage ist im Laufe der Zeit ständig verbessert und den neuen Verhältnissen angepasst worden. Nach dem Krieg diente Selgis den Stäben der Gebirgsdivision 9 und über 40 Jahre bis 1995 der Reduitbrigade 24 sowie seit den 1980er Jahren im Rahmen der «Fliegerabwehr–Warn und Informationszentrale» (FLAWIZ) dem zentralen Führungsstab der Festungs-Flab.
In der Kaserne befindet sich ein Wandbildzyklus, der vom St. Galler Kunstmaler Willi Koch in den Jahren 1943/44 erstellt wurde.